# فهرست تفسیرهای قرآن
فهرست تفسیرهای قرآن فهرستی از تفاسیر سرشناس کتاب قرآن است که تفاسیر شیعه، عرفانی و سنی به زبان‌های فارسی و عربی را در خود دارد:

## تفاسیر اهل سنت

### به انگلیسی
- تفسیر ماجدی

### به عربی
- معانی القرآن اثر ابوزکریا فراء
- الدر المنثور فی التفسیر بالماثور تألیف سیوطی
- تفسیر القرآن العظیم اثر ابن کثیر
- کتاب انوار التنزیل و اسرار التاویل اثر بیضاوی
- تفسیر کشاف، اثر محمود زمخشری
- روح المعانی اثر آلوسی
- جامع البیان فی تفسیر القرآن تألیف طبری
- مفاتیح الغیب تألیف فخر رازی
- تفسیر ابن عربی تألیف کمال الدین عبدالرزاق کاشانی
- الجواهر فی تفسیرالقرآن الکریم تألیف طنطاوی جوهری
- تفسیر قرطبی نوشته ابوعبداللّه محمدبن احمد انصاری قرطبی

### به فارسی
- ترجمه تفسير طبرى تالیف جمعی از مترجمان
- تفسير نسفى تالیف ابوحفص نجم‌الدين محمد نسفی
- تفسیر سورآبادی تالیف ابوبکر عتیق نیشابوری
- کشف الاسرار و عدة الابرار تألیف ابوالفضل رشید الدین میبدی منسوب به خواجه عبدالله انصاری
- تاج التراجم فى تفسير القرآن للاعاجم تالیف شاهفور بن طاهر اسفراینی
- تفسیر انوارالقران
- تفسیر کابلی
- تفسیر نقیب الاشراف
- تفسیر نور

## تفاسیر شیعه

### به عربی
- البیان فی تفسیر القرآن اثر سید ابوالقاسم خویی
- تفسیر مواهب الرحمن اثر سید عبدالاعلی فقیه سبزواری
- الفرقان فی تفسیر القرآن بالقرآن و السنة اثر محمد صادقی تهرانی
- بیان السعادة فی مقامات العبادة اثر ملا سلطان‌محمد گنابادی
- تأویل الآیات الظاهرة فی فضائل العترة الطاهرة تألیف شرف‌الدین استرابادی
- تفسیر البرهان اثر سید هاشم بحرانی
- تفسیر المیزان اثر سید محمدحسین طباطبایی
- تفسیر تبیان اثر شیخ طوسی
- تفسیر فرات کوفی تألیف ابوالقاسم فرات بن ابراهیم بن فرات کوفی
- تفسیر مجمع‌البیان اثر شیخ طبرسی
- تفسیر جوامع الجامع اثر شیخ طبرسی
- تفسیر الاصفی تألیف ملامحسن فیض کاشانی
- تفسیر الباقر یا تفسیر منسوب به محمد باقر
- تفسیر صافی تألیف ملا محسن فیض کاشانی
- تفسیر القرآن الکریم تألیف ملاصدرا
- تفسیر عیاشی تألیف ابونصر محمد بن مسعود سمرقندی عیاشی
- تفسیر قمی تألیف علی بن ابراهیم قمی
- تفسیر منسوب به امام حسن عسکری
- تفسیر نعمانی تألیف ابوعبدالله محمد بن جعفر نعمانی
- تقریب القرآن الی الاذهان تألیف سید محمد حسینی شیرازی
- تلخیص البیان فی مجازات القرآن اثر سید رضی
- جوامع الجامع تألیف شیخ طبرسی
- کنز العرفان فی فقه القرآن تألیف فاضل مقداد
- رسائل الشریف المرتضی اثر سید مرتضی
- زبدة البیان فی أحکام القرآن تألیف مقدس اردبیلی
- زبدة التفاسیر تألیف ملا فتح‌الله کاشانی
- سعد السعود تألیف سید ابن طاووس
- عین العبرة فی غبن العترة تألیف سید ابن طاووس
- فقه القرآن فی شرح آیات الأحکام تألیف قطب‌الدین راوندی
- متشابه القرآن و مختلفه تألیف ابن شهر آشوب
- نور الثقلین تألیف عروسی حویزی
- نهج البیان عن کشف معانی القرآن تألیف محمد بن حسن شیبانی
- تفسیر آلاء الرحمن فی تفسیر القرآن اثر محمدجواد بلاغی
- التفسیر الاثری الجامع اثر محمدهادی معرفت
- تفسیر کتاب‌الله توسط ابوالفضل بن شهردویر دیلمی
- المحیط الاعظم و البحر الخضم فی تأویل کتاب الله العزیز المحکم نوشته میر حیدر آملی
- تفسیر هدایت تألیف محمد تقی مدرسی
- تفسیر غریب القرآن اثر زید بن علی بن الحسین

### به فارسی
- تفسیر صفی تألیف صفی علیشاه
- تفسیر اثنی عشری تألیف حسینی شاه عبدالعظیمی
- مخزن العرفان تألیف بانو امین
- المنتخب من تفسیر التبیان تألیف ابن ادریس
- تفسیر تسنیم اثر عبدالله جوادی آملی
- انوار درخشان در تفسیر قرآن اثر سید محمد حسینی همدانی
- پرتوی از قرآن اثر سید محمود طالقانی
- پیام قرآن تألیف ناصر مکارم شیرازی
- تفسیر روض الجنان و روح الجنان تألیف ابوالفتوح رازی
- تفسیر المحیط الاعظم و البحر الخضم تألیف سید حیدر آملی
- تفسیر حکیم تألیف حسین انصاریان
- تفسیر راهنما تألیف اکبر هاشمی رفسنجانی
- تفسیر شریف لاهیجی تألیف شریف لاهیجی
- تفسیر مشکاة اثر محمدعلی انصاری
- تفسیر نمونه اثر ناصر مکارم شیرازی
- تفسیر نور اثر محسن قرائتی
- تفسیر نوین تألیف محمدتقی شریعتی
- جلاء الاذهان و جلاء الاحزان (تفسیر گازُر) تألیف ابوالمحاسن جرجانی
- روان جاوید در تفسیر قرآن مجید تألیف میرزا محمد ثقفی تهرانی
- قاموس قرآن تألیف سید علی اکبر قرشی
- تفسیر موضوعی قرآن کریم اثر عبدالله جوادی آملی
- تفسیر سورآبادی اثر ابوبکر عتیق بن محمد هروی نیشابوری
- تفسیر تنزیلی نوشته عبدالکریم بهجت‌پور
- تفسیر روشن تألیف میرزا حسن مصطفوی
- تفسیر شریف لاهیجی اثر قطب‌الدین شریف لاهیجی
- منهج الصادقین فی الزام المخالفین تألیف ملا فتح‌الله کاشانی
- تفسیر مشکاة اثر محمدعلی انصاری
- تفسیر نوین اثر محمد تقی شریعتی
- تفسیر قرآن مجید اثر محمدعلی ایازی
- تفسیر هادی  اثر  آیت الله العظمی حاج سید علی محمد دستغیب  (مفسر قرآن ساکن شیراز )
- تفسیر بلاغ مبین اثر سید مهدی طباطبایی شولستان

### زبان‌های دیگر
- تفسیرالقرآن و هوالهدی و الفرقان تألیف سید احمد خان هندی به زبان اردو